# بونتينيا
بونتينيا هي كومونا في مقاطعة لاتسيو الإيطالية، وتقع على بعد حوالي 70 كيلو متر (43 ميل) جنوب شرق روما وحوالي 15 كيلو متر(9 ميل) جنوب شرق لاتينا .
تم إنشاء بونتينيا في عام 1935 , كجزء من المشروع تحت إشراف رئيس الوزراء بينيتو موسوليني الذي قام بتجفيف مستنقعات بونتينيا وتحويلها إلى . تم تصميم مخطط المدينة من قبل المهندس ألفريدو , بابالاردو , موظف في الأوبرا نازيونالي كومباتينتي , الوكالة التي أشرفت على الأعمال الهندسية وتسوية مستنقعات بونتين.
تقع بونتينيا على حدود البلديات التالية: لاتينا, بيفيريو ,ساباوديا سونينو ,طرجينة .

## مدينتان توأم
- أوتينا ,ليتوانيا
- فيتوريا , إيطاليا
- غورو ,إيطاليا